# Hawalli
Hawalli (Arabisch: Ḩawallī) is een gouvernement (provincie) in Koeweit.
Hawalli telt 496.245 inwoners op een oppervlakte van 84 km².
Ahmadi · Al-Asimah · Farwaniya · Jahra · Hawalli · Mubarak Al-Kabier